# Puy-Saint-Vincent

Puy-Saint-Vincent este o comună în departamentul Hautes-Alpes, Franța. În 1 ianuarie 2022 avea o populație de 270 de locuitori.